# Stade du Schiervelde
 (avril 2025).
Si vous disposez d'ouvrages ou d'articles de référence ou si vous connaissez des sites web de qualité traitant du thème abordé ici, merci de compléter l'article en donnant les références utiles à sa vérifiabilité et en les liant à la section « Notes et références ».
Le stade du Schiervelde (en néerlandais : Schierveldestadion) est un stade de football situé dans la commune de Roulers dans la Province de Flandre occidentale.
L’enceinte abrite les rencontres à domicile du clubs: K. SV Roeselare, « matricule 134 » de l’URBSFA (Division 2) de 1990 à 2020. Après la faillite et la disparition du K. SV Roeselare, le VK Dadizele (8264) emménage au Schiervelde sous l'appellation de SK Roeselare-Daisel (8264)

## Histoire
Le stade qui porte le nom du quartier de Roulers où il est érigé a connu 5 saisons de Division 1.
De sa construction en 1990 jusqu’en 1999, il abrite les matches du K. SK Roeselare (matricule 134) avant que ce club ne fusionne avec son rival voisin du K. FC Roeselare (« matricule 286 »).
En 2007, le stade est complété par une construction de quatre étages comprenant un « business bar », un restaurant, une salle de réunion et 120 business-seats.

## Het Motje
Le Schierveldestadion remplace le « stade Het Motje » ou « ‘t Motje » qui était l’ancien stade du K. SK Roulers.  Il était situé dans un quartier éponyme près de la Rumbekesteenweg le long de laquelle un café porte encore ce nom de nos jours.